# Edgar II Ætheling
Edgar II Ætheling (ur. ok. 1051, zm. ok. 1126) – ostatni członek rodu królów anglosaskich z dynastii Wesseksu. Syn Edwarda Wygnańca i Agaty, urodził się na Węgrzech. W 1057 r. został mianowany przez króla Edwarda Wyznawcę swoim następcą, ale po jego śmierci w 1066 r. przegrał z earlem Wesseksu Haroldem.
Na wieść o klęsce pod Hastings i śmierci Harolda Witan zebrany 15 października w Londynie obwołał Edgara królem. Jednak szybkie działania Wilhelma Zdobywcy, normandzkiego pretendenta do tronu i zwycięzcy spod Hastings, sprawiały, że Edgara odstępowali kolejni stronnicy, m.in. arcybiskup Canterbury Stigand. Opuszczany przez kolejnych możnych Edgar skapitulował przed Zdobywcą w Berkhamsted pod koniec listopada lub na początku grudnia 1066 r. Znany jest tylko jeden akt wydany przez Edgara jako króla. Było to zatwierdzenie wybranego przez mnichów nowego opata klasztoru w Peterborough.
Wilhelm traktował Edgara z szacunkiem. Ten początkowo był mu wierny, ale w 1068 r. wsparł rebelię earlów Edwina i Morcara. Po stłumieniu rebelii uciekł do Szkocji, na dwór Malcolma III, który w 1069 r. poślubił siostrę Edgara, Małgorzatę. Zobowiązał się również wspierać pretensje Edgara do angielskiej korony. Edgar doszedł również do porozumienia z innym pretendentem, królem Danii Swenem II.
W 1069 r. Edgar zgromadził armie na północ od Humber, gdzie oczekiwał na duńskie posiłki, nękając siły Wilhelma. Połączone siły szkocko-duńskie zaatakowały Anglię i zdobyły miasto York. Wilhelm zareagował błyskawicznie i ruszył na północ pustosząc tereny na trasie swojego marszu. Opłaceni Duńczycy wycofali się, a Edgar uciekł do Szkocji. Przebywał tam do 1072 r., kiedy to groźby Wilhelma wobec Malcolma skłoniły tego ostatniego do zaprzestania popierania sprawy pretendenta. W 1074 r. Edgar zawarł ostatecznie pokój z Wilhelmem i stał się lojalnym członkiem anglo-normańskiego dworu.
Po śmierci Zdobywcy w 1087 r. Edgar wsparł jego najstarszego syna Roberta II Krótkoudego. Tron Anglii zdobył jednak młodszy syn Wilhelma, Wilhelm II Rudy. Edgar ponownie musiał uciekać do Szkocji. W 1091 r. wsparł swojego siostrzeńca, Edgara, w walce z jego stryjem Donaldem III o tron Szkocji (Edgar został królem w 1091 r.).
Około 1098 r. wyruszył w pielgrzymkę na Wschód. Zatrzymał się jednak w Konstantynopolu i wstąpił do gwardii wareskiej, gdzie służyło już wielu anglosaskich emigrantów. Cesarz Aleksy I Komnen postawił go wkrótce na czele floty i wysłał go z zadaniem pilnowania krzyżowców i zbierania informacji o oblężeniu Antiochii. Po powrocie do Europy związał się z dworem Roberta Krótkoudego. Brał po jego stronie udział w bitwie pod Tinchebray w 1106 r. i dostał się do niewoli króla Anglii Henryka I. Henryk wybaczył mu jednak i obdarował włościami w hrabstwie Hertfordshire. Około 1120 r. wybrał się w podróż do Szkocji.
Wiadomo, że Edgar żył jeszcze w 1125 r., ale zmarł niedługo później. Miejsce jego pochówku jest nieznane.

## W kulturze
W serii gier wideo, Crusader Kings, jednym z grywalnych władców jest Eadgar Eadwardson Wessex, przedstawiony jako earl Warwickshire.